# Георги Арабов
Георги Арабов е български тенисист роден на 13 юли 1975 г. в Пазарджик. Състезател за Купа Дейвис. За отбора на България за Купа Дейвис има три победи.
През 2004 г. достига до четвъртфинал на третия турнир от сателитната тенис верига в България с награден фонд 25 000$, където губи от италианеца Фабио Ризо с резултат 3:6, 4:6.